# Angela Dorogan
Angela Dorogan (także Anjela Doroqan ;ur. 2 listopada 1989) – mołdawska i azerska zapaśniczka walcząca w stylu wolnym. Piąta na mistrzostwach świata w 2015 roku. 
Ósma na mistrzostwach Europy w 2011 i 2017. Triumfatorka igrzysk europejskich w 2015. Piąta na uniwersjadzie w 2013. Trzecia w Pucharze Świata w 2012 i piąta w 2010 i 2015. Druga na Światowych Igrzyskach Sportów Walki w 2013. Wicemistrzyni Europy juniorów z 2009 roku.